# Musée de Trabzon
Le musée de Trabzon (turc : Trabzon Müzesi), également connu sous le nom de Manoir Kostaki (Kostaki Konağı), est une maison-musée historique, avec des expositions archéologiques et ethnographiques, située à Trabzon, en Turquie.

## Histoire

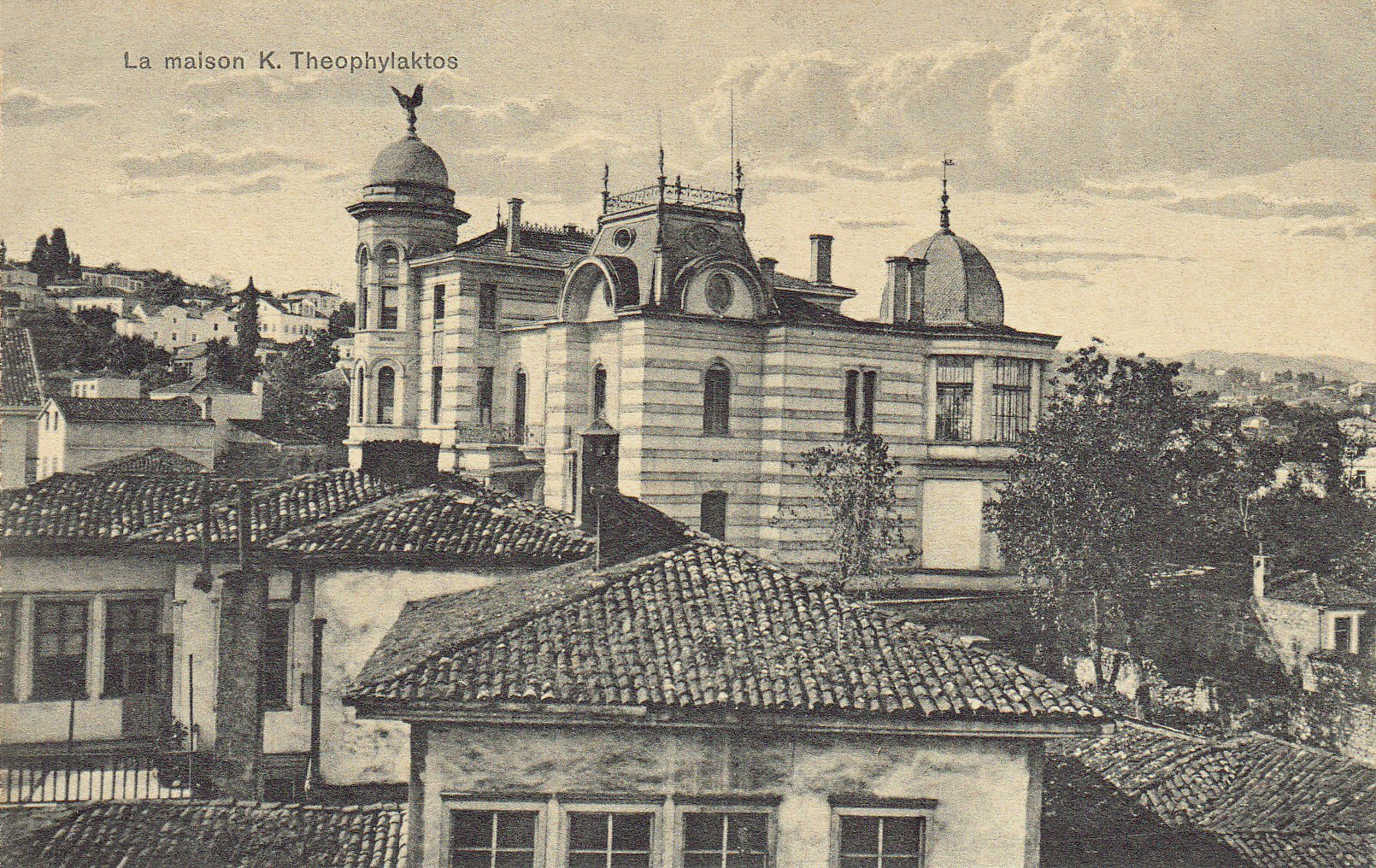
La maison Teophylaktos, vers 1900.

Le manoir a été construit au début des années 1900 comme résidence privée de Kostaki Teophylaktos, un banquier notable d'origine grecque. On sait que l'architecte était d'origine italienne et que de nombreux matériaux utilisés dans le bâtiment ont été apportés d'Italie. Cependant, le nom de l'architecte est inconnu.
Lorsque Teophylaktos fit faillite en 1917, toutes ses propriétés furent confisquées, dont son manoir. Le bâtiment a été acquis par la famille Nemlioğlu.
Pendant la période de la guerre d'indépendance turque (1919-1923), le manoir a été utilisé comme quartier général de l'armée dans la région. En 1924, il fut préparé pour la première visite de Mustafa Kemal, fondateur de la République turque, à Trabzon. Son épouse Latife et lui ont séjourné au manoir entre le 15 et le 17 septembre.
En 1927, le bâtiment a été nationalisé par le gouverneur de Trabzon Ali Galip Bey et a servi de maison du gouverneur jusqu'en 1931. Entre 1931 et 1937, il a été utilisé comme bureau de l'inspection.
Le manoir Kostaki a été attribué en 1937 au ministère de l'Éducation nationale et utilisé pendant cinquante ans comme lycée professionnel pour jeunes filles. Enfin, en 1987, le bâtiment est cédé au ministère de la Culture et du Tourisme pour être transformé en musée.

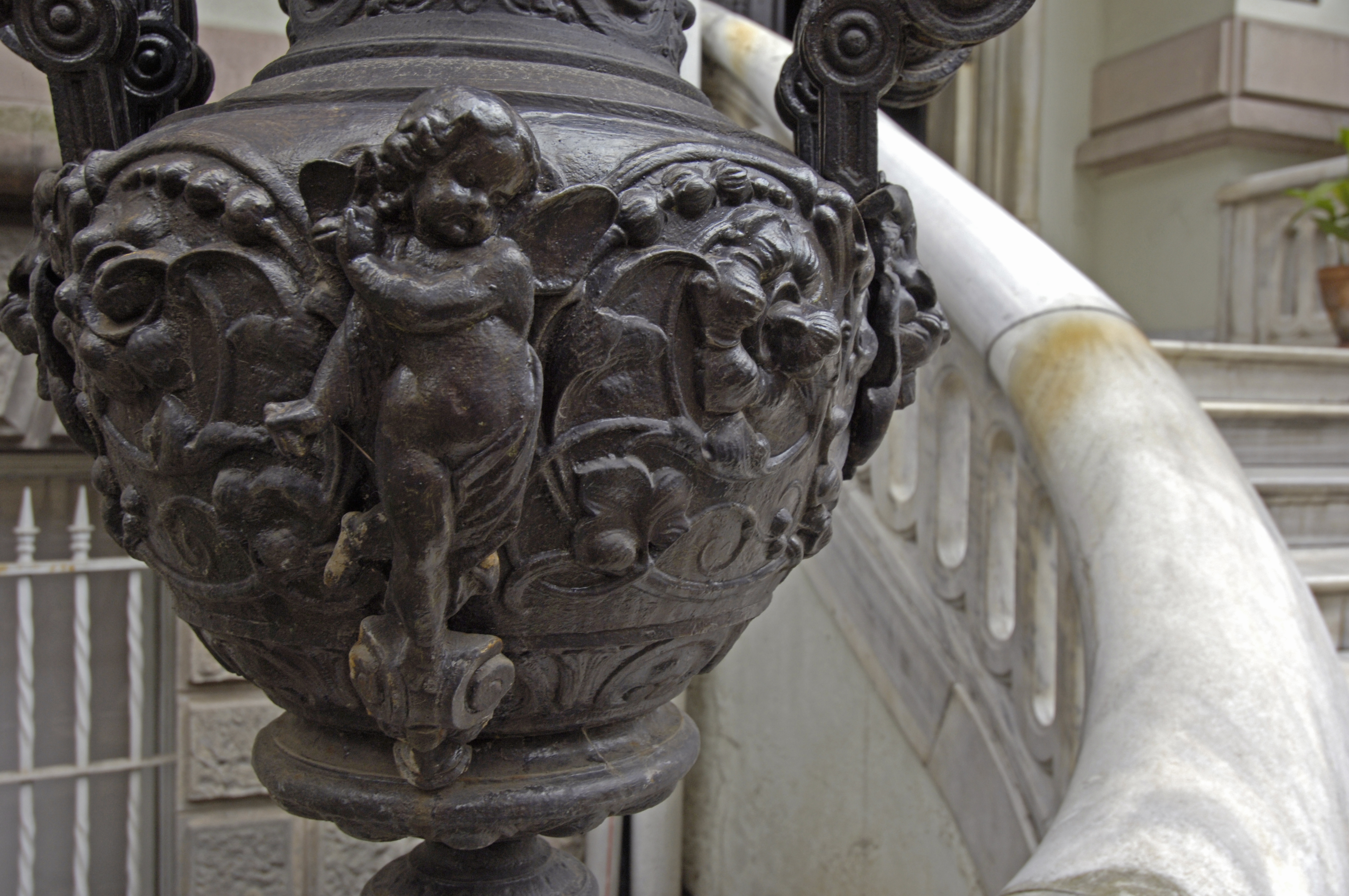
Décoration de l’escalier
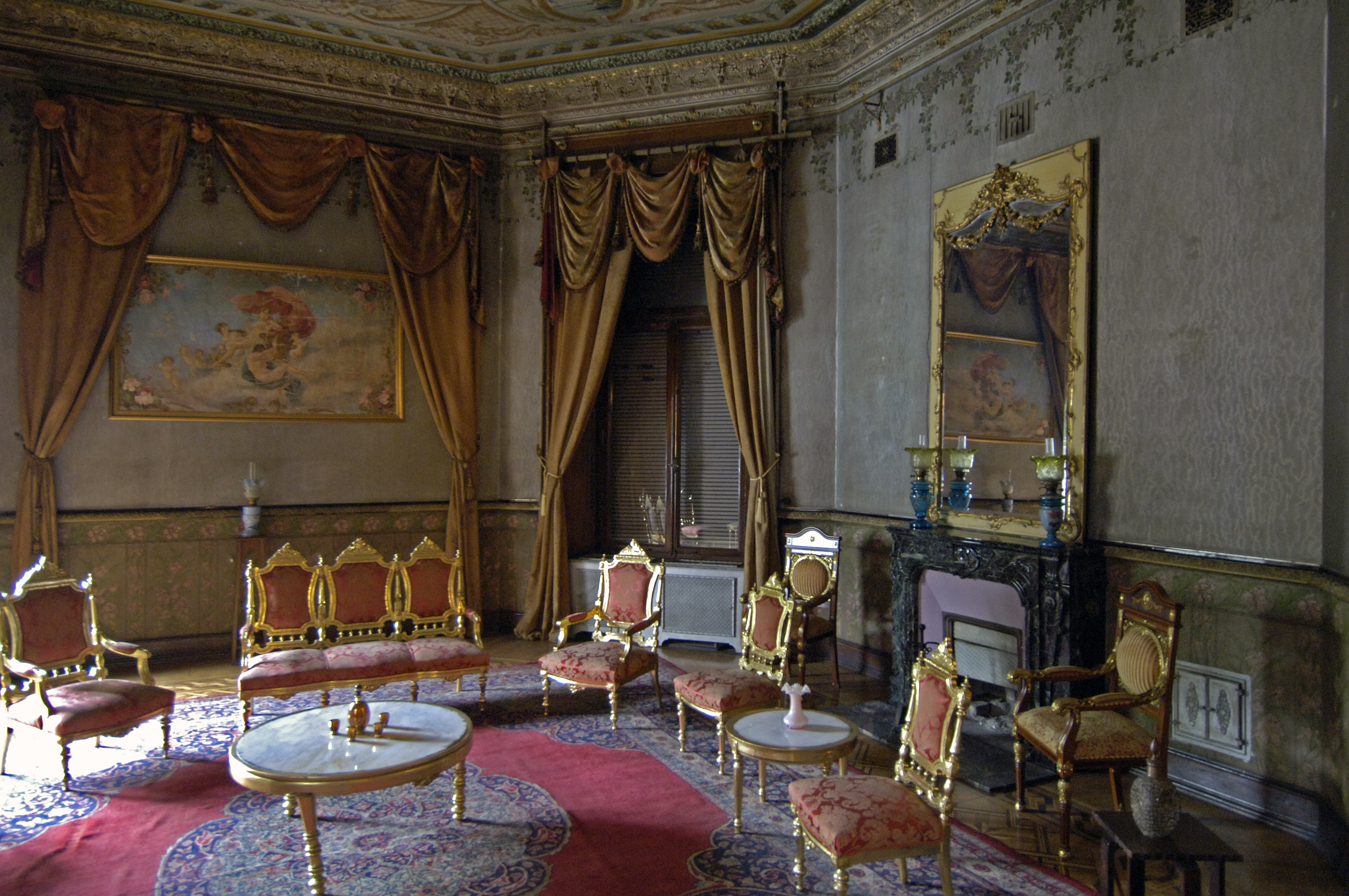
Salon
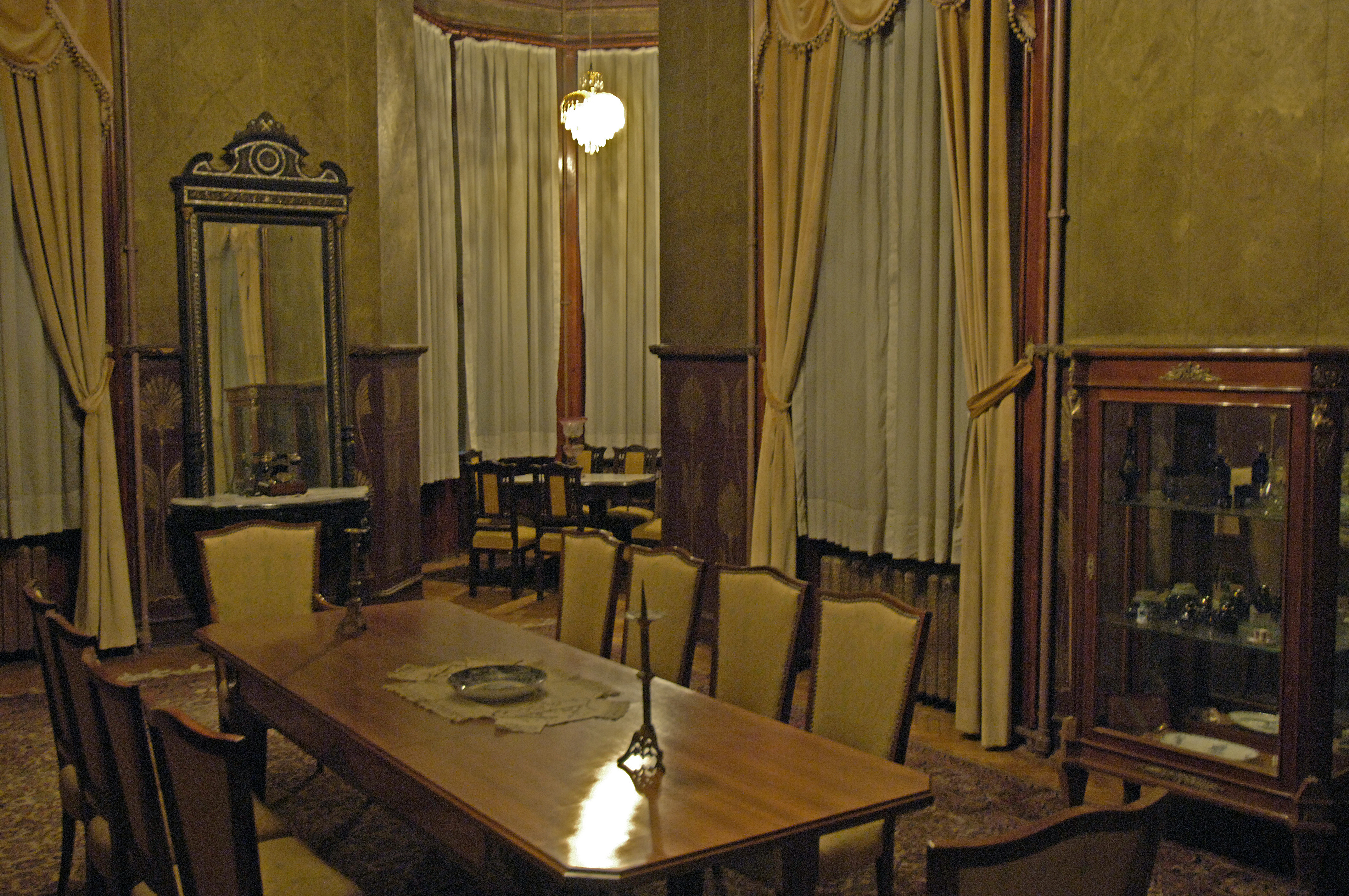
Salle à manger

## Musée

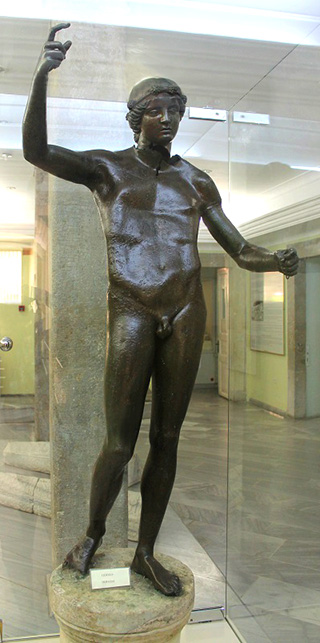
Statue en bronze d'Hermès, IIe siècle av. J.-C., trouvée près du pont Tabakhane, dans le centre de Trabzon.

Le bâtiment, l'un des exemples exceptionnels de l'architecture civile en Turquie, a été restauré entre 1988 et 2001. Il a été ouvert au public le 22 avril 2001, sous le nom de musée de Trabzon. Au total, 3 651 pièces se trouvent à l'inventaire du musée.
Le bâtiment est disposé sur trois niveaux et un sous-sol. Le sous-sol comprend des œuvres archéologiques, tandis que le premier étage est la section des collections ethnographiques. Au rez-de-chaussée sont exposés des objets appartenant à l'architecture et à l'histoire de l'hôtel particulier. Les combles sont réservés à l'administration.

### Section archéologique
Dans cette section sont exposés des monnaies anciennes et un large éventail d'objets de marbre, basalte, céramique, métal et verre de l’âge du bronze et des périodes classique, hellénistique, romaine et byzantine.

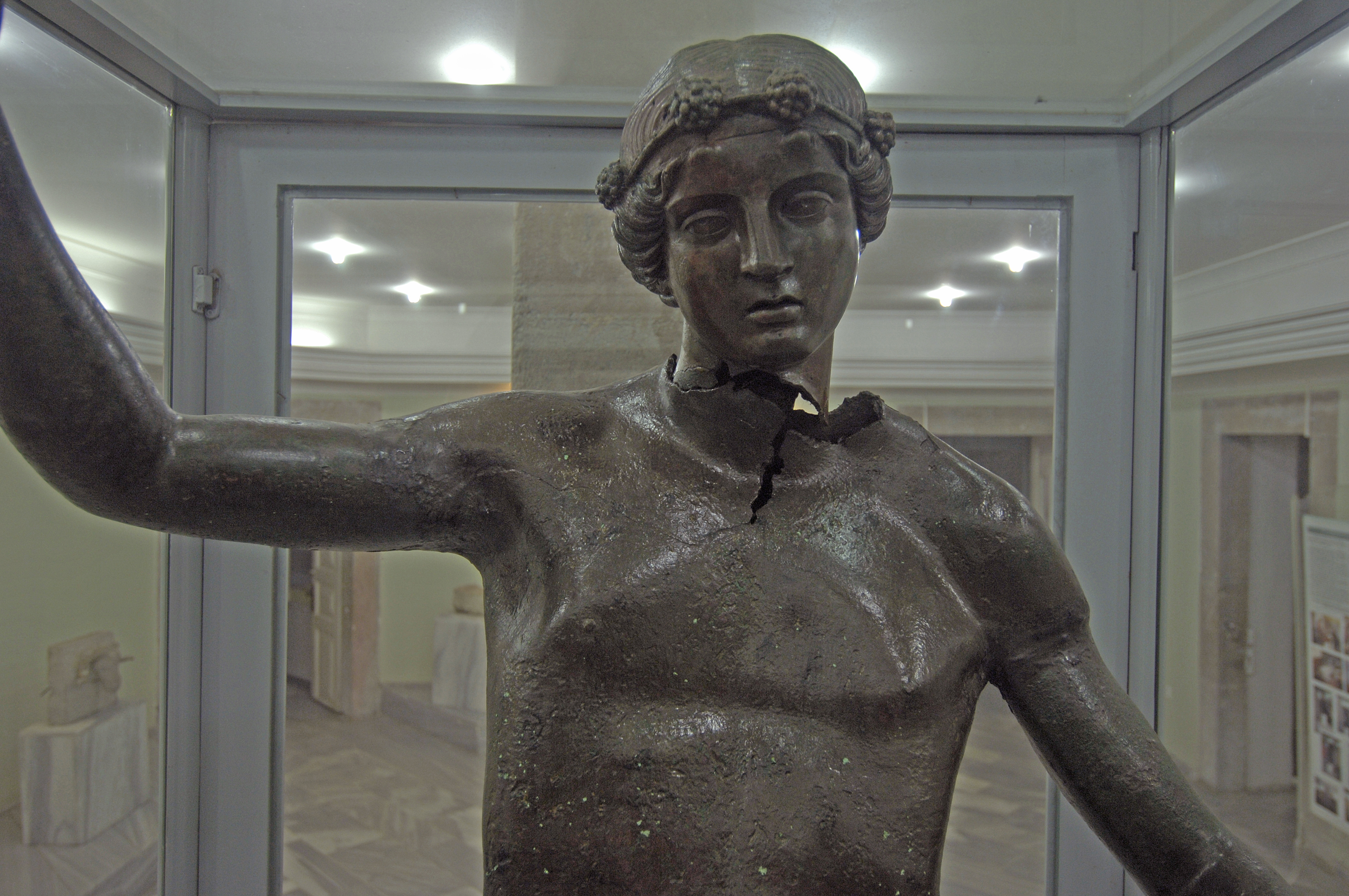
Statue d'Hermès
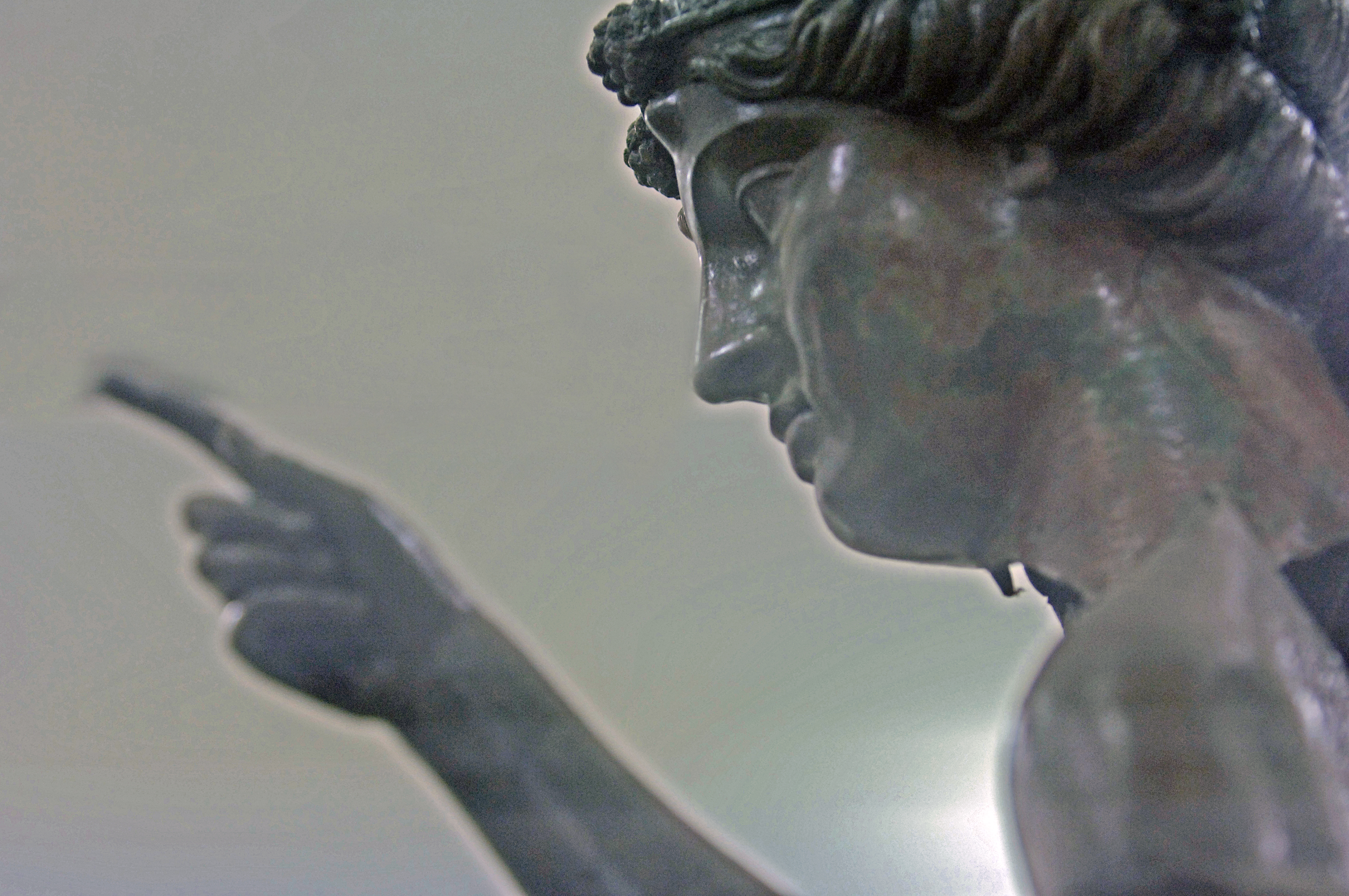
Statue d'Hermès

### À propos du manoir
Le rez-de-chaussée est aménagé pour montrer l'architecture du bâtiment et l'histoire du manoir dans l'ordre chronologique. Les murs de toutes les pièces sont décorés d'œuvres ornementales de style néo-baroque, gravées à la main,.

Panneaux de verre gravé
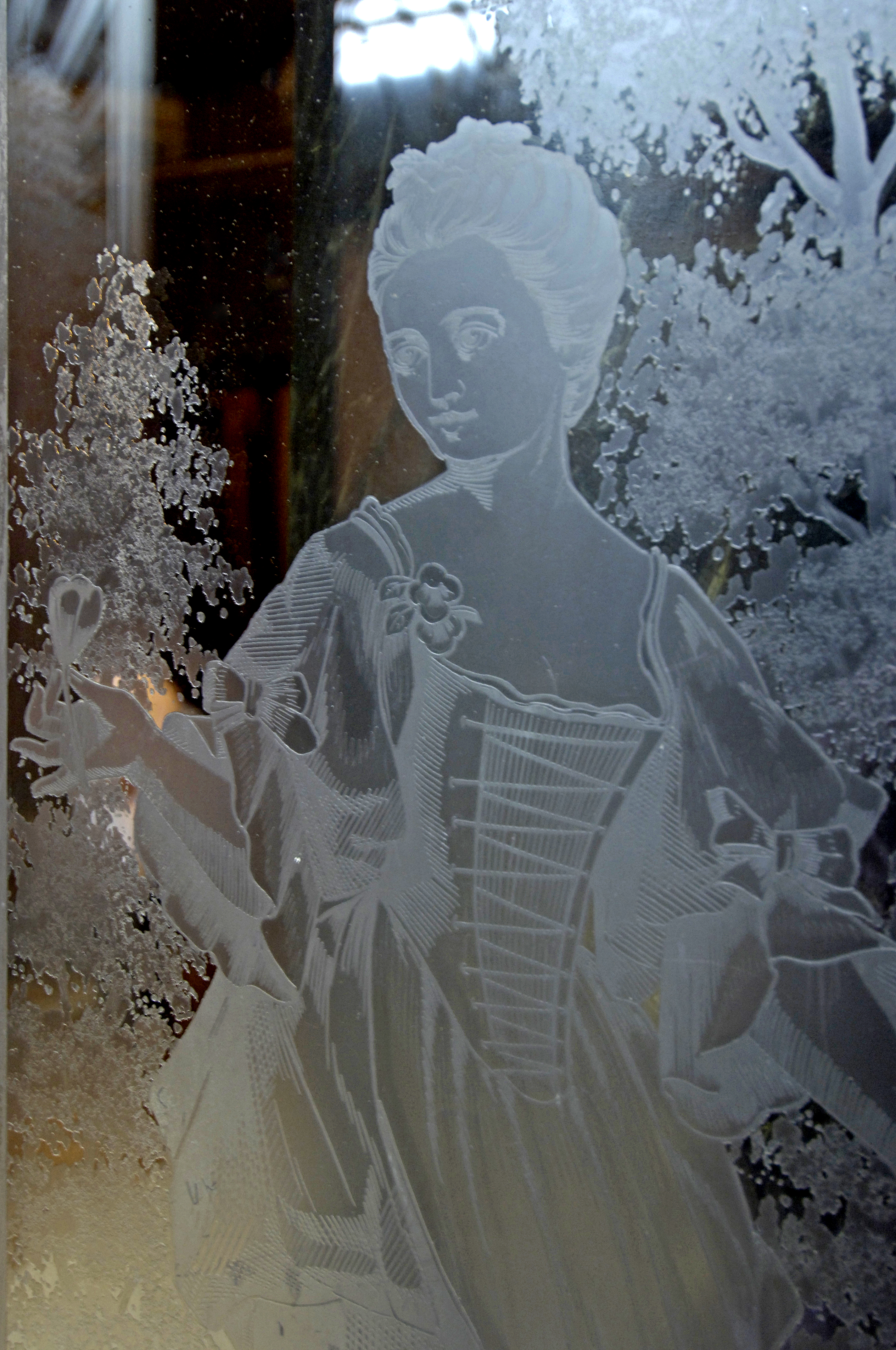
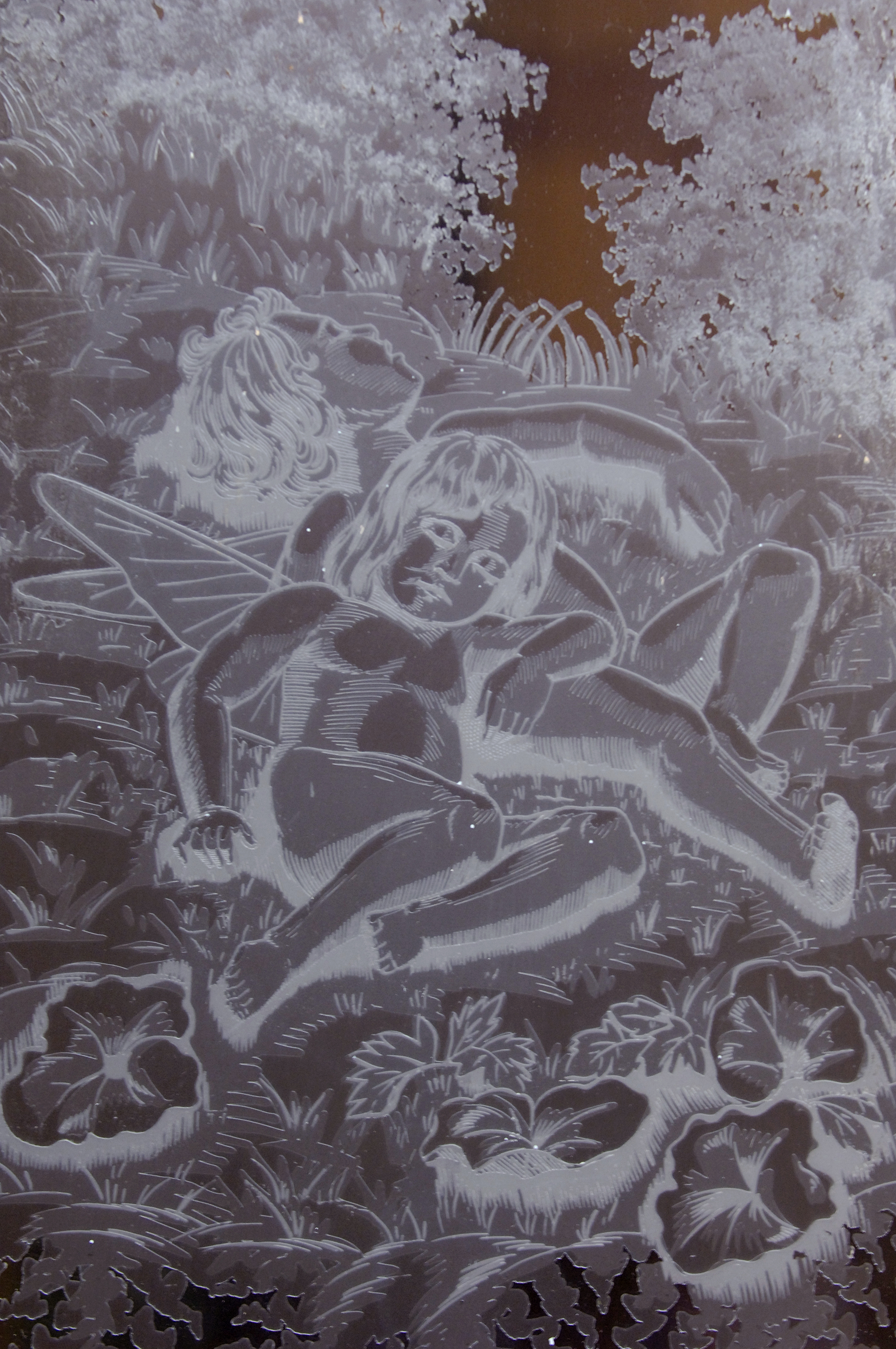
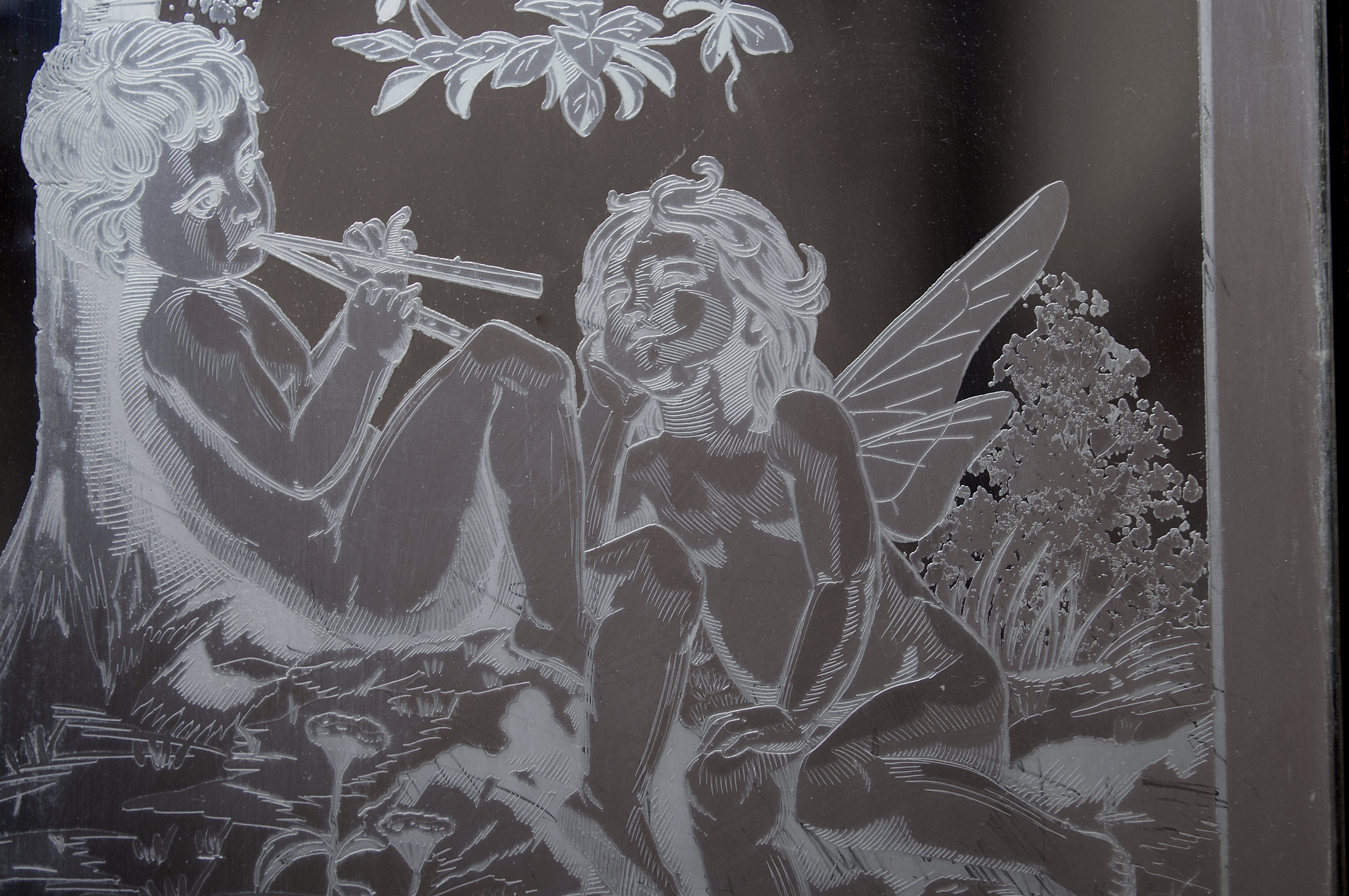

### Section ethnographique
Dans cette section sont exposés des éléments caractéristiques de la région, parmi lesquels des œuvres islamiques et des objets de la période ottomane.

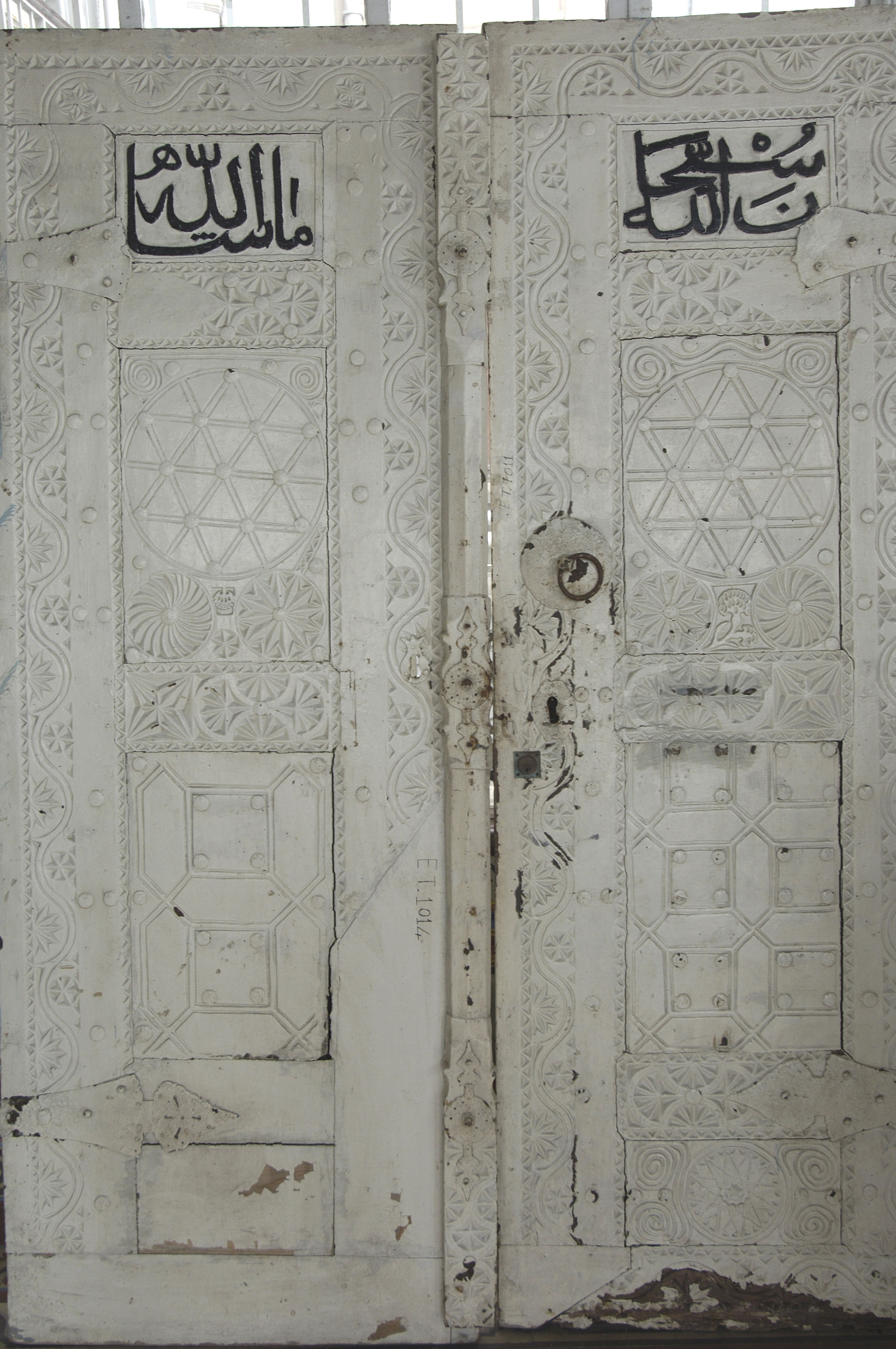
Porte de la mosquée
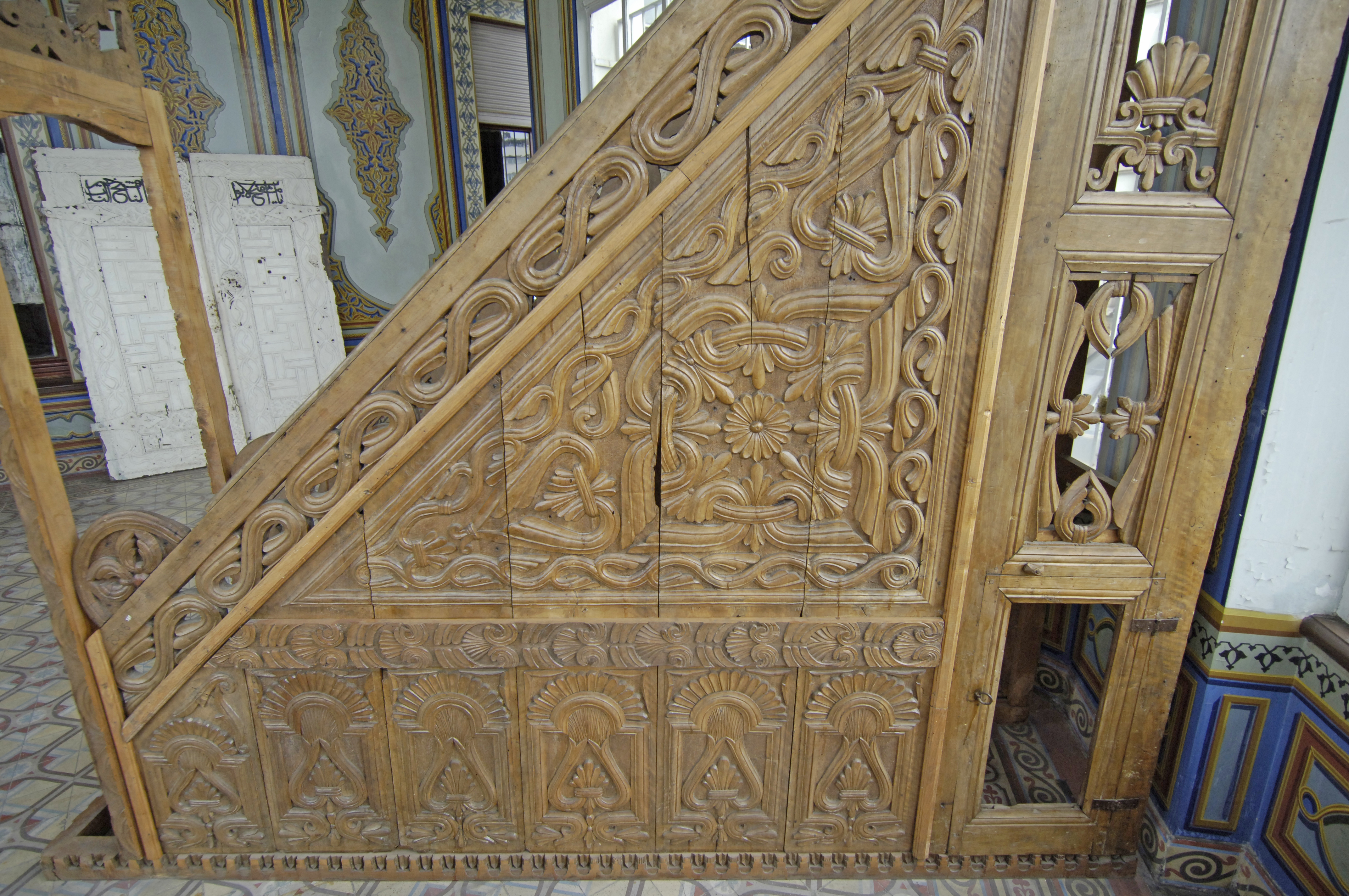
Détail du mihrab
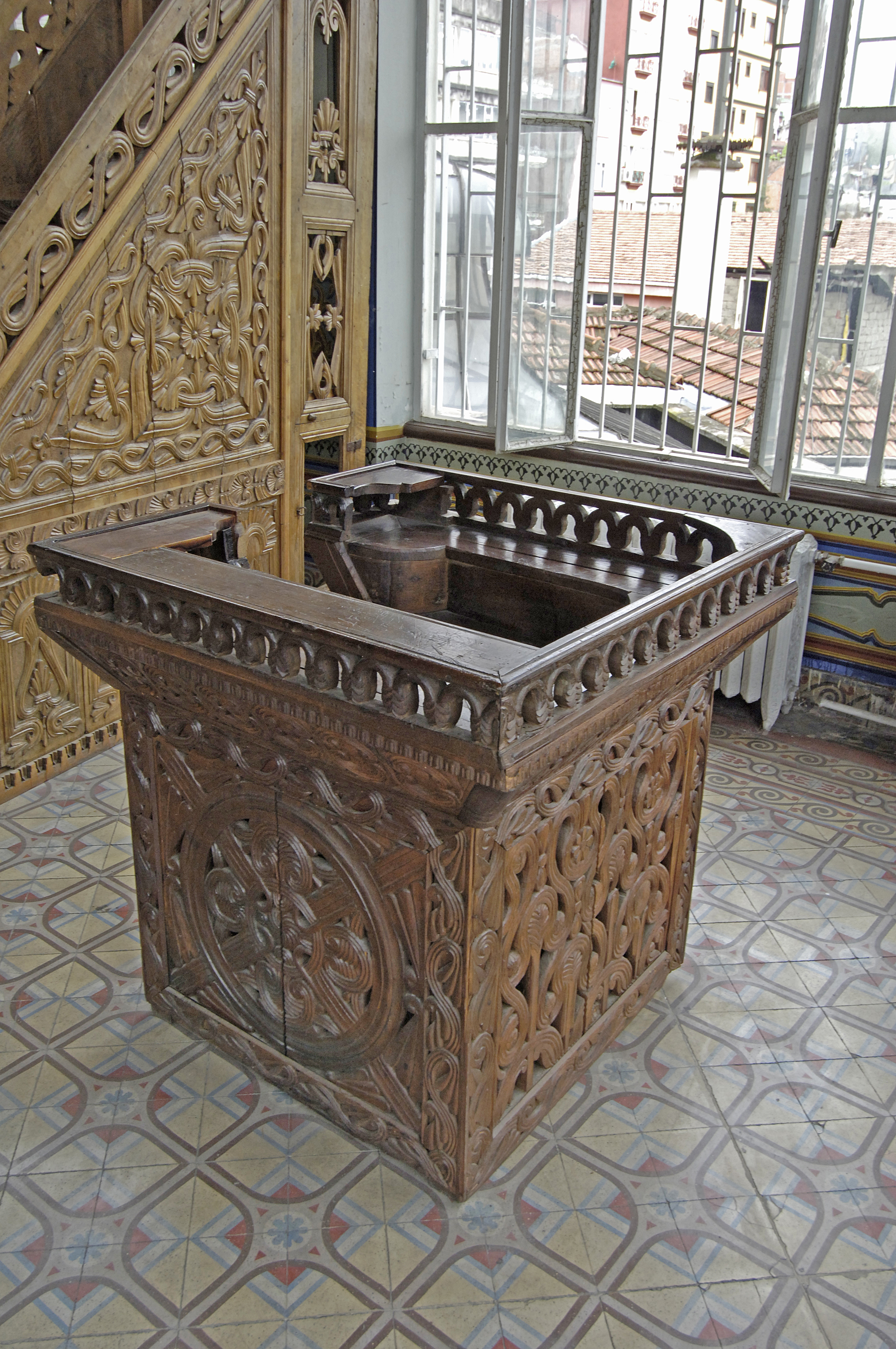
Objets religieux
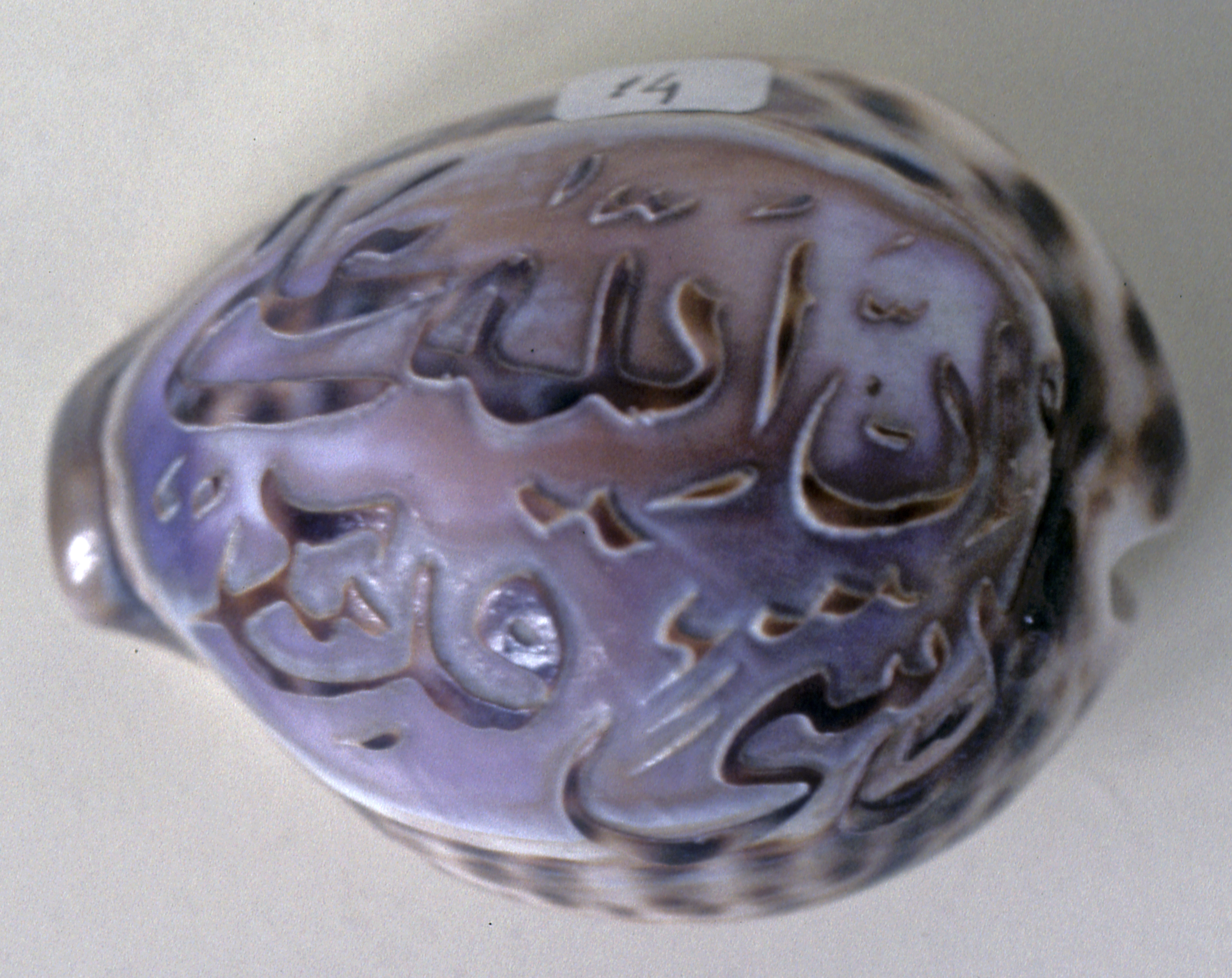
Coquille gravée

## Sources
1. 1 2  (tr) « Müzeler-Trabzon Müzesi (Eski Kız Meslek Lisesi) » [archive du 20 juin 2010], trabzon.org (consulté le 23 décembre 2010)
2. 1 2 3 4 5 6 7 8 9 10  (tr) « Trabzon Müze Müdürlüğü », Kültür ve Turizm Bakanlığı (consulté le 23 décembre 2010)
3. ↑  (tr) « Trabzon'un Abidevi Eserlerinden Kostaki Köşkü - Trabzon Müzesi (Kostaki Konağı) » [archive du 18 décembre 2010], Kara Lahana (consulté le 23 décembre 2010)